# Río Iren
Iren (en ruso: Ире́нь) es un río en el Krai de Perm, Rusia, un afluente izquierdo del Río Sylva. Mide 214 km de largo, con una cuenca de drenaje de 6110 km².Nace cerca del pueblo Verh-Iren, en el Distrito de Oktyabrsky y fluye a través de los distritos de Uinsky, Ordinsky y Kungursky,distritos de la ciudad de Perm Krai.
Principales afluentes:
- Izquierda: Uyas, Aspa, Syp, Bym, Bolshoy Ashap, Maly Ashap, Turka
- Derecha: Teles, Kungur.